# El diablo (album Litfiba)
El diablo è il quarto album in studio del gruppo musicale italiano Litfiba, pubblicato il 19 novembre 1990 dalla CGD.
È il disco che rende i Litfiba noti al grande pubblico, raggiungendo circa 400 000 copie vendute in circa un anno e mezzo.

## Descrizione
È il primo album in studio dei Litfiba che non sia suonato dalla formazione originaria; il gruppo rimane capitanato dal duo Piero Pelù/Ghigo Renzulli, che si avvale della collaborazione del tastierista Antonio Aiazzi. Il disco getta le basi per la costruzione della cosiddetta "tetralogia degli elementi" che prenderà corpo negli anni successivi, e che rappresenterà i quattro elementi naturali; questo disco è dedicato al fuoco.
Il disco è caratterizzato da pezzi di denuncia, come la traccia che dà il titolo all'album, che ironizza sul presunto satanismo nel rock, Woda-Woda, sulla penuria di acqua sul pianeta Terra e la celebre Proibito, che descrive un mondo limitato in tutto, dove niente è più effettivamente libero. Ci sono pezzi molto più intimi e introspettivi come Ragazzo e Il volo, che ricorda la triste scomparsa del loro batterista Ringo De Palma, morto per un'overdose di eroina, e a cui è dedicato il disco.
Con questo album il gruppo si sposta su un rock più diretto e meno underground proseguendo sull'onda del cambiamento iniziato con Litfiba 3 e Pirata e avendo ormai abbandonato la vecchia formazione in cui le sonorità erano decisamente più vicine alla new wave/dark e più genericamente al rock alternativo. Questo disco è inoltre caratterizzato da un suono ricco di influenze latine.
La copertina dell'album è caratterizzata da un paio di glutei su uno dei quali è stato disegnato un tatuaggio che replica la grafica dei profili del duo Pelù-Renzulli ideata per l'occasione da Fabio Galavotti.
Durante i concerti Pelù è solito chiedere al pubblico di inginocchiarsi per partecipare a un rito purificatore.

## Tracce
Testi e musiche di Piero Pelù e Ghigo Renzulli.
1. El diablo – 4:26
2. Proibito – 3:49
3. Il volo – 4:22
4. Siamo umani – 4:09
5. Woda-Woda – 5:04
6. Ragazzo – 4:42
7. Gioconda – 5:08
8. Resisti – 4:50

## Formazione
Gruppo
- Piero Pelù - voce
- Ghigo Renzulli - chitarra, banjo in Siamo umani, cori
- Federico Poggipollini - chitarra ritmica
- Roberto Terzani - basso, voce addizionale, cori
- Antonio Aiazzi - tastiere
- Daniele Trambusti - batteria
- Candelo Cabezas - percussioni

Altri musicisti
- Mauro Sabbione - tastiera aggiuntiva in Woda-Woda e Ragazzo
- Fabrizio Simoncioni - cori in El diablo, tastiere aggiuntive

## Singoli
1. Il volo (promo)
2. El diablo (promo, videoclip)
3. Gioconda (promo, videoclip)
4. Proibito (promo, videoclip)[4])